# Ulrike Folkerts

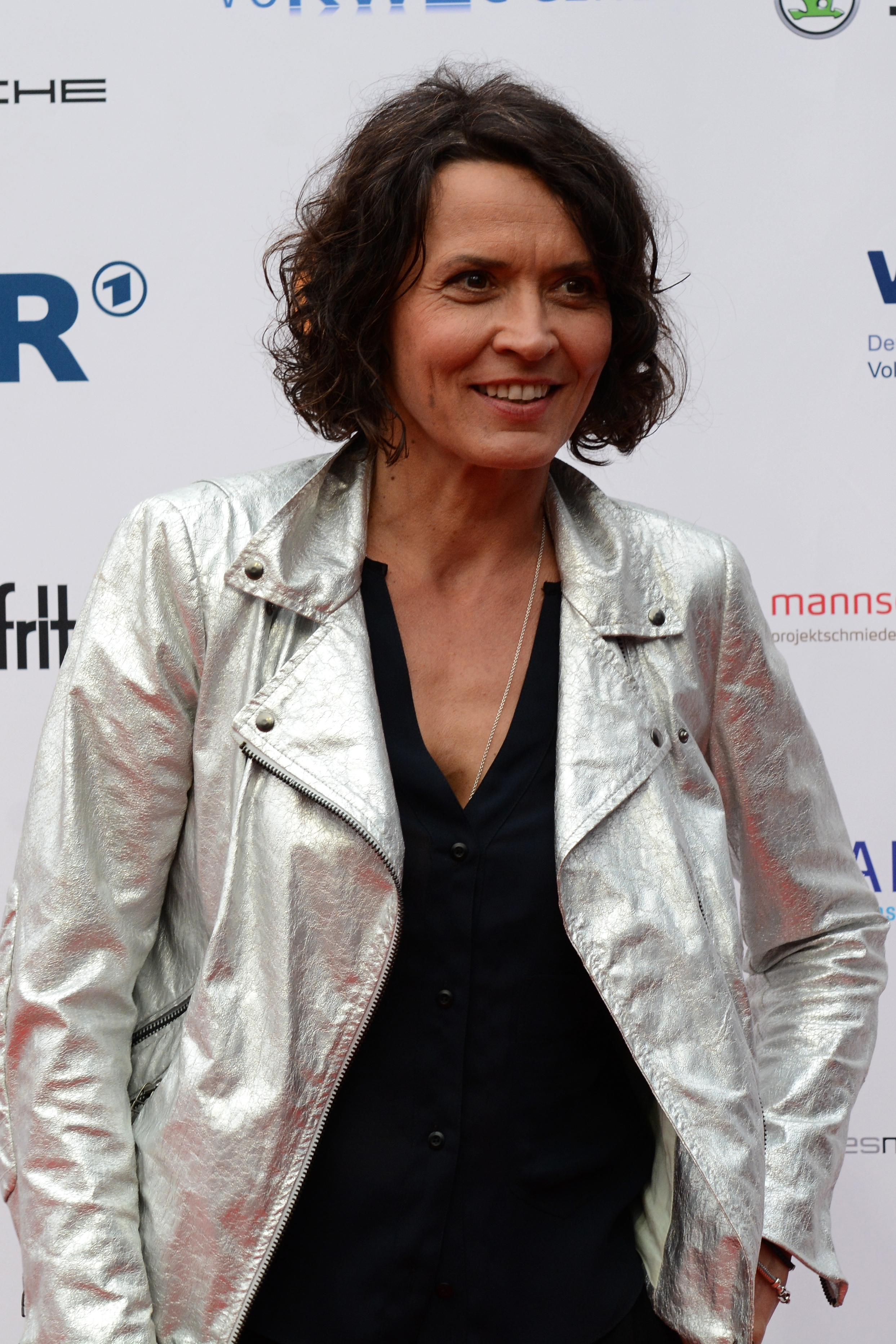
Ulrike Folkerts (2014)

Ulrike Folkerts (* 14. Mai 1961 in Kassel) ist eine deutsche Schauspielerin. Einem breiten Fernsehpublikum ist sie vor allem als Tatort-Kommissarin Lena Odenthal bekannt. Seit 1987 stand sie in über 100 Film- und Fernsehproduktionen vor der Kamera.

## Leben
Ulrike Folkerts wurde 1961 als mittleres von drei Geschwistern in  Kassel geboren. Sie wuchs in Weimar, einem Ortsteil der Gemeinde Ahnatal auf und legte 1980 das Abitur an der Jacob-Grimm-Schule in Kassel ab. Nach vier Semestern Studium der Theater- und Musikwissenschaft absolvierte sie von 1982 bis 1986 an der Hochschule für Musik und Theater Hannover eine Schauspielausbildung.
Folkerts ist lesbisch, was sie zunächst nicht öffentlich machte. Sie wurde 1999 über eine Schlagzeile auf der Titelseite der Bild-Zeitung gegen ihren Willen geoutet. 2005 erschien mit Das macht mich stark ihre erste Autobiografie. In einem Fragebogen gab Folkerts zu Protokoll, wie sie gern in Erinnerung bleiben möchte: als „eine Schauspielerin, die uns in ihren Rollen neue Frauentypen beschert hat und die als bekennende Lesbe vielen Frauen Mut gemacht hat, zu ihrer Homosexualität ja zu sagen, sie zu leben …“ Gemeinsam mit ihrer Partnerin, der Künstlerin Katharina Schnitzler, brachte Folkerts im Oktober 2008 das Buch Glück gefunden auf den Markt. Sie wohnt in Berlin-Wedding.
Als engagierte Hobbysportlerin nahm Folkerts bei den Gay Games 1994 in New York City und den EuroGames 1996 in Berlin teil. Als Jurymitglied nahm sie am lesbisch-schwulen Grand Prix Cologne 1999 teil, der im WDR übertragen wurde. Bei den Gay Games 2002 in Sydney holte Folkerts mit der Schwimmstaffel des Berliner Vereins Vorspiel eine Silber- und eine Bronzemedaille. Im Einzelwettbewerb wurde sie wegen eines Fehlstarts disqualifiziert. Im Juli 2004 erschwamm sie eine Bronzemedaille bei den Eurogames in München.
Im Februar 2021 war Folkerts eine von 185 Schauspielerinnen und Schauspielern aus Film und Fernsehen, die sich im SZ-Magazin zu ihrem Coming-out bekannten. Mit der Aktion und einem gemeinsamen Manifest wollten die Persönlichkeiten aus Film, Fernsehen und Theater eine Debatte über mehr Sichtbarkeit, Anerkennung und Diversität im deutschen Film anstoßen.
Im April 2021 machte Folkerts in ihrer dritten Autobiografie Ich muss raus bekannt, dass sie als junge Frau abgetrieben hatte. Im selben Monat beteiligte sie sich mit 51 weiteren Schauspielern an der umstrittenen Netzkampagne #allesdichtmachen. Bei der Aktion wurden Maßnahmen im Zuge der COVID-19-Pandemie von Prominenten ironisch kommentiert. Nach starker Kritik distanzierte sie sich von der Aktion und bedauerte, damit „Menschen verletzt und vor den Kopf gestoßen zu haben“.

## Karriere

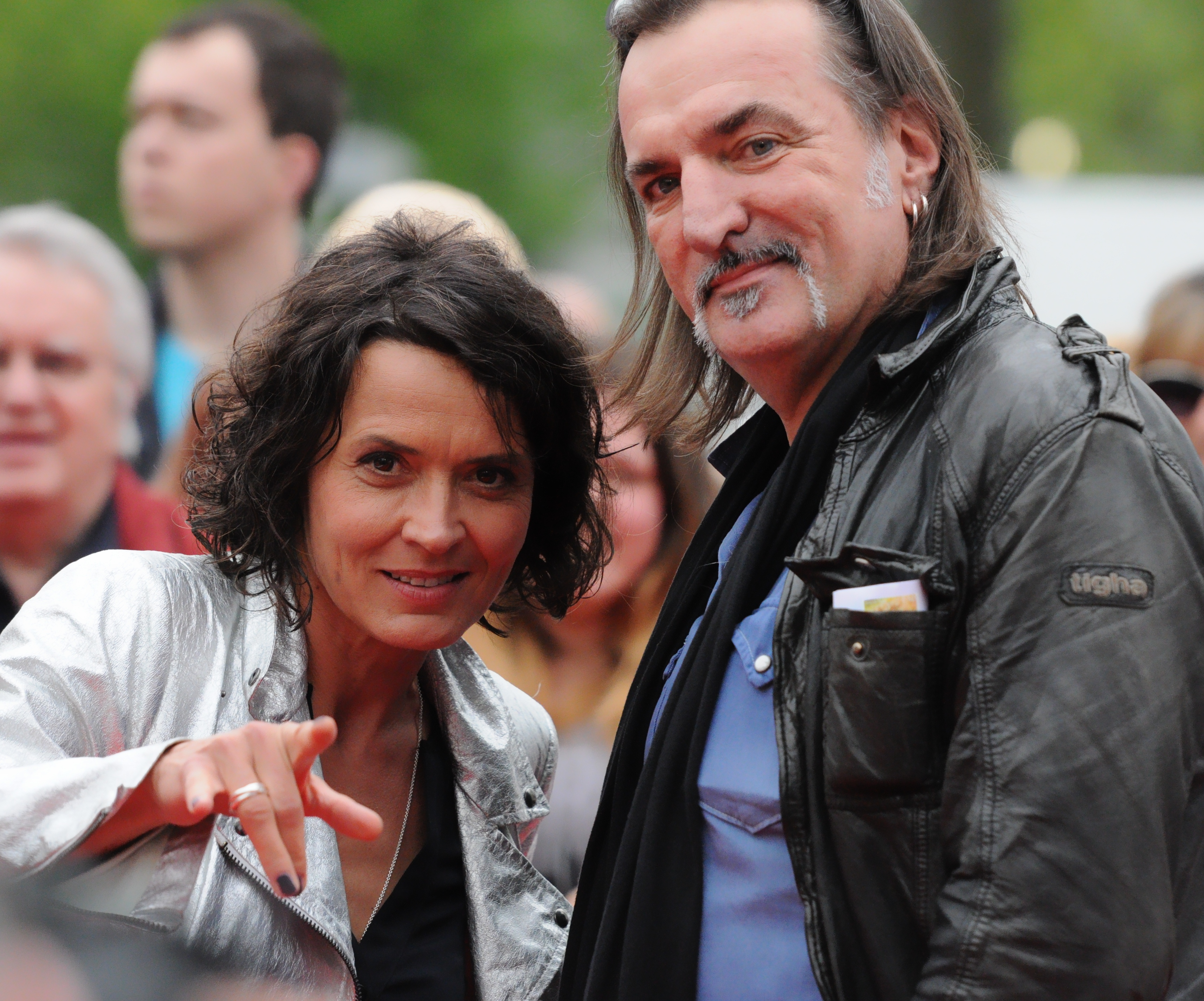
Ulrike Folkerts und Andreas Hoppe bei der Verleihung des Grimme-Preises 2014

Nach Abschluss ihrer Schauspielausbildung im Jahr 1986 erhielt Folkerts ein Erstengagement am Staatstheater Oldenburg. 2005 und 2006 war sie bei den Salzburger Festspielen als erste Frau im Jedermann in der Rolle des Tods zu sehen. Am Nationaltheater Mannheim spielte sie in der Saison 2017/18 in der Uraufführung von Noah Haidles Für immer schön in der Regie von Burkhard C. Kosminski die Hauptfigur Cookie.
1987 gab Folkerts ihr Filmdebüt in Das Mädchen mit den Feuerzeugen unter der Regie von Ralf Huettner. Bundesweit bekannt und populär wurde Folkerts in der Rolle der Ludwigshafener Hauptkommissarin Lena Odenthal, die sie seit 1989 in der ARD-Krimireihe Tatort darstellt. Damit hat sie vor Horst Tappert die längste Dienstzeit aller deutschen Fernsehkommissare erreicht. Von 1996 bis 2018 spielte Andreas Hoppe, den sie bereits im Studium kennenlernte, die Rolle des Kollegen Mario Kopper an ihrer Seite.
Neben ihren Arbeiten am Theater und in Film und Fernsehen spricht sie auch Hörbücher ein und erhielt dafür 1999 eine Auszeichnung als Vorleserin des Romans Und dahinter das Meer. Von 2016 bis 2020 war sie in Günter Grass' Blechtrommel als Lesung mit Schlagwerkmusik, zusammen mit Clemens von Ramin als Sprecher und dem Schlagzeuger Stefan Weinzierl, zu sehen.
Folkerts ist Mitglied im Bundesverband Schauspiel.

## Soziales Engagement
Gemeinsam mit dem international vernetzten Aktionsbündnis Landmine setzt sich Folkerts für ein Verbot aller Arten von Landminen ein. Anfang Juni 2004 hat sie die Projekte von Handicap International, einer gemeinnützigen Organisation für Menschen mit Behinderung und andere besonders Schutzbedürftige, im Kosovo besucht.
Folkerts engagiert sich auch für Menschen mit Down-Syndrom (Trisomie 21), indem sie an einer Posterkampagne des DS-Infocenters teilnahm. Auf den Postern und Postkarten, die im Oktober 2005 veröffentlicht wurden, ist sie mit Ella Zoch zu sehen, einem Mädchen mit Down-Syndrom, das sie schon seit dessen Geburt kennt. Das Motto der Bilderserie lautet: „Ein Kind mit Down-Syndrom kann dir manchmal ganz schön auf die Nerven gehen. Genau wie jedes andere Kind auch.“
Als Botschafterin von burundikids e. V. unterstützt Folkerts den Bau einer Schule für Straßenkinder und ehemalige Kindersoldaten in Burundi. Anfang März 2005 besuchte sie die Einrichtung im Norden der Hauptstadt Bujumbura.
Folkerts hat in zwei Fernsehwerbespots der Aktion Deine Stimme gegen Armut mitgewirkt, die sich für weltweite Armutsbekämpfung einsetzt: vor dem G8-Gipfel in Heiligendamm 2007 und 2010 gemeinsam mit 12 Schauspielerkollegen aus dem Tatort in einem Spot im Vorfeld des UN-Millennium-Gipfels.
In dem von Folkerts und ihrer Partnerin 2006 ins Leben gerufenen Verein kulturvoll e. V. engagiert sie sich für die kulturelle Förderung sozial benachteiligter Kinder und Jugendlicher.
Sie unterstützt außerdem seit 2016 die Opferhilfsorganisation Weißer Ring und ist in diesem Kontext gemeinsam mit weiteren TV-Ermittlern wie Oliver Mommsen und Steffen Schroeder im Rahmen einer Plakataktion zum „Tag der Kriminalitätsopfer“ zu sehen.

## Filmografie

### Kurzfilme
- 1992: Klinik des Grauens
- 1995: Bismarckpolka
- 2009: Sores & Sîrîn
- 2015: Rose

### Kinofilme
- 1987: Das Mädchen mit den Feuerzeugen
- 1995: Nur über meine Leiche
- 1995: Der Leimann
- 2003: Mutti – Der Film
- 2013: Global Player
- 2013: Spieltrieb

### Fernsehen (Auswahl)
- 1989: Das Prachtexemplar
- 1991: Unter Kollegen
- 1994: Wolffs Revier (Fernsehserie, Folge 4x10)
- 1994: Der Gletscherclan (Fernsehserie, 13 Folgen)
- 1995: Wir sind auch nur ein Volk (Fernsehserie, Folge Der zweite Sekretär)
- 1995: Glück auf Kredit
- 1996: Die Kommissarin (Fernsehserie, Folge 2x09)
- 1996: Corinna Pabst – Fünf Kinder brauchen eine Mutter
- 1997: Wildbach (Fernsehserie, Folge 4x13)
- 1997: Der Kapitän (Fernsehserie, Folge 1x01)
- 1997: Doppelter Einsatz (Fernsehserie, Folge 4x02)
- 1998: Die Verbrechen des Professor Capellari – Still ruht der See
- 1998: Aus heiterem Himmel (Fernsehserie, Folge 4x09)
- 1999: Lukas (Fernsehserie, Folge 4x12)
- 1999: Männer und andere Katastrophen
- 1999: Stahlnetz – Der Spanner (Fernsehreihe)
- 2000: Klinikum Berlin Mitte (Fernsehserie, Folge 1x03)
- 2001: Drehkreuz Airport (Fernsehserie, 9 Folgen)
- 2003: Polizeiruf 110: Die Schlacht (Fernsehreihe)
- 2005: Die Leibwächterin
- 2007: Ich bin eine Insel
- 2008: Türkisch für Anfänger (Fernsehserie, Folge 3x03)
- 2009: Die Rebellin (Dreiteiler)
- 2009: Willkommen zu Hause
- 2009: Liebe in anderen Umständen
- 2011: Restrisiko
- 2011: Stadtgeflüster – Sex nach Fünf
- 2014: Ein Sommer in Amsterdam (Fernsehreihe)
- 2014: Mordkommission Istanbul – Das Ende des Alp Atakan (Fernsehreihe)
- 2015: Das goldene Ufer
- 2019: Rosamunde Pilcher: Schwiegertöchter (Fernsehreihe)
- 2019: How to Sell Drugs Online (Fast)
- 2020: Katie Fforde: Ein Haus am Meer (Fernsehreihe)
- 2020: Ausgebremst (Miniserie)
- 2022: Lena Lorenz – Baby auf Probe (Fernsehreihe)
- 2024: Blutige Anfänger: Die letzte Ermittlung
- 2025: SOKO Stuttgart: Rückschläge (Fernsehserie)

## Theater
- 2017: Für immer schön – Nationaltheater Mannheim (Schauspielhaus)[24]

## Lesung
- 2016–2019: Günter Grass: Die Blechtrommel – mit Clemens von Ramin (Lesung) und Stefan Weinzierl (Schlagzeug)[25]

## Auszeichnungen
- 2001: Jugendhörbuchpreis

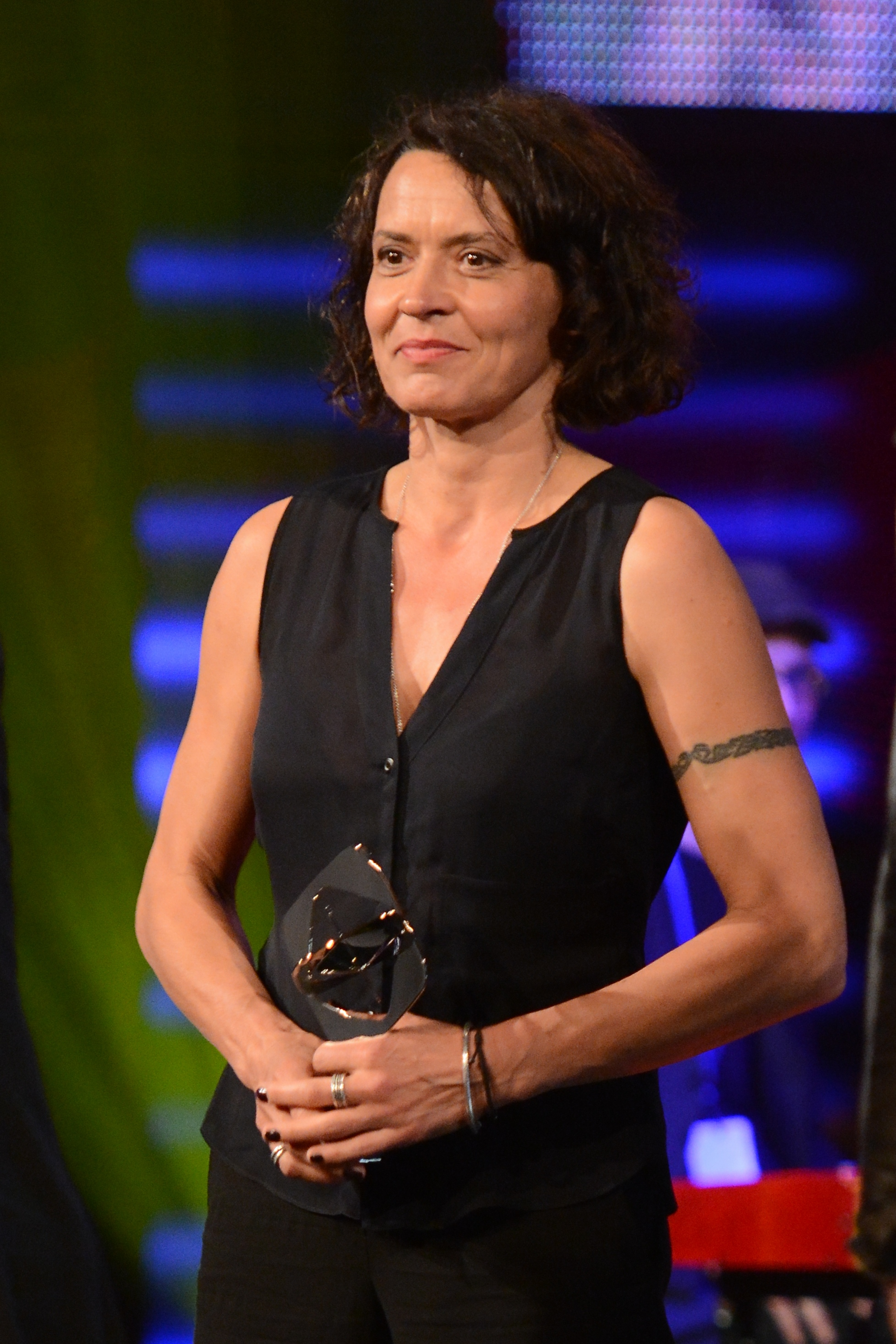
Ulrike Folkerts (2014)

- 2002: Publikums-Bambi – Hauptkommissarin Lena Odenthal
- 2007: Verdienstkreuz am Bande[26]
- 2007: Courage-Preis für ihren Einsatz unter anderem für burundikids e. V. und das Aktionsbündnis Landmine.de
- 2010: GdP-Stern der Gewerkschaft der Polizei für ihre Darstellung der Tatort-Kommissarin Lena Odenthal
- 2019: Deutscher Fernsehkrimipreis (Ehrenpreis)

## Autobiografien
- Ulrike Folkerts: Das macht mich stark. Südwest-Verlag, München 2005, ISBN 978-3-517-06833-6
- Ulrike Folkerts, Katharina Schnitzler: Glück gefunden. Die beliebte Tatortkommissarin skizziert ihren Weg zum Glück. Edition Braus im Wachter Verlag, Heidelberg 2008, ISBN 978-3-89904-336-5
- Ulrike Folkerts: Ich muss raus, Brandstätter Verlag, Wien 2021, ISBN 978-3-7106-0514-7